# Charlotte McShane
Charlotte McShane (Wick, Reino Unido, 14 de agosto de 1990) es una deportista australiana que compite en triatlón.
Ganó dos medallas en el Campeonato Mundial de Triatlón por Relevos Mixtos, oro en 2017 y plata en 2016, y una medalla de plata en el Campeonato de Oceanía de Triatlón de 2018.

## Palmarés internacional
| Campeonato Mundial por Relevos Mixtos | Campeonato Mundial por Relevos Mixtos | Campeonato Mundial por Relevos Mixtos | Campeonato Mundial por Relevos Mixtos |
| Año                                   | Lugar                                 | Medalla                               | Prueba                                |
| ------------------------------------- | ------------------------------------- | ------------------------------------- | ------------------------------------- |
| 2016                                  | Hamburgo (Alemania)                   | Medalla de plata                      | Relevo mixto                          |
| 2017                                  | Hamburgo (Alemania)                   | Medalla de oro                        | Relevo mixto                          |
| Campeonato de Oceanía                 |                                       |                                       |                                       |
| Año                                   | Lugar                                 | Medalla                               | Prueba                                |
| 2018                                  | Glenelg (Australia)                   | Medalla de plata                      | Relevo mixto                          |